# Meitetsu Hiromi-Linie
| Triebzug der Baureihe 7700 beim Aigi-Tunnel |                           |                          |                       |
| |                           |                          |                       |
| Streckenlänge: | 22,3 km                   |                          |                       |
| Spurweite: | 1067 mm (Kapspur)         |                          |                       |
| Stromsystem: | 1500 V =                  |                          |                       |
| Minimaler Radius: | 160 m                     |                          |                       |
| Streckengeschwindigkeit: | 90 km/h                   |                          |                       |
| Zweigleisigkeit: | Inuyama – Shin-Kani       |                          |                       |
| |                           |                          |                       |
| Gesellschaft: | Meitetsu (Nagoya Tetsudō) |                          |                       |
| \| \| \| Inuyamaguchi (犬山口) \| \| \| \| 0,0 \| Inuyama (犬山) \| Inuyama (犬山) \| \| \| \| Meitetsu Inuyama-Linie \| 1912– \| \| \| 0,5 \| Higashi-Inuyama (東犬山) \| 1931–1946 \| \| \| \| Meitetsu Komaki-Linie \| 1931– \| \| \| \| Betriebshof Inuyama \| \| \| \| 1,9 \| Tomioka-mae (富岡前) \| 1925– \| \| \| 4,0 \| Zenjino (善師野) \| 1925– \| \| \| 5,3 \| Aigi (愛岐) \| 1925–1969 \| \| \| \| Aigi-Tunnel (73 m) \| \| \| \| 7,4 \| Katabira (帷子) \| –1969 \| \| \| 7,7 \| Nishi-Kani (西可児) \| 1925– \| \| \| \| Ausweiche Harusato \| 1969–1970 \| \| \| \| Kani-gawa \| \| \| \| 9,7 0,0* \| Kanigawa (可児川) \| 1925– \| \| \| 1,6 * \| Nagoya-Zellstofffabrik \| 1957–1982 \| \| \| 12,2 \| Nihonrain-imawatari \| Nihonrain-imawatari \| \| \| \| (日本ライン今渡) \| 1925– \| \| \| \| Ausweiche Furuichiba \| 1968–1970 \| \| \| \| Taita-Linie \| \| \| \| \| \| \| \| \| \| Wartungshalle Shin-Kani \| 1984–2001 \| \| \| 14,9 \| Shin-Kani (新可児) \| 1930– \| \| \| \| links: Kani (可児) \| \| \| \| 16,1 \| Maeba (前波) \| 1928–1969 \| \| \| \| Kani-gawa \| \| \| \| \| Hiromi (広見) \| 1918–1928 \| \| \| 16,8 \| Gakkō-mae (学校前) \| 1928–2005 \| \| \| 18,4 \| Akechi (明智) \| 1920– \| \| \| \| Meitetsu Yaotsu-Linie \| 1930–2001 \| \| \| \| Tōkai-Kanjō-Autobahn \| \| \| \| 20,0 \| Gōdo (顔戸) \| 1928– \| \| \| \| Kani-gawa \| \| \| \| \| Depot Mitake \| 1920–1952 \| \| \| 21,7 \| Mitakeguchi (御嵩口) \| 1920– \| \| \| 22,3 \| Mitake (御嵩) \| 1952– \| |                           |                          |                       |
| Haltepunkt / Haltestelle · Strecke von links |                           | Inuyamaguchi (犬山口)    | Inuyamaguchi (犬山口) |
| Strecke · Bahnhof | 0,0                       | Inuyama (犬山)           | Inuyama (犬山)        |
| Abzweig ehemals geradeaus und nach links · Abzweig quer und von links · Abzweig geradeaus und nach rechts |                           | Meitetsu Inuyama-Linie   | 1912–                 |
| Strecke nach links (außer Betrieb) · ehemaliger Turmbahnhof · Abzweig geradeaus und ehemals von rechts | 0,5                       | Higashi-Inuyama (東犬山) | 1931–1946             |
| Strecke nach rechts · Strecke |                           | Meitetsu Komaki-Linie    | 1931–                 |
| Betriebsstelle Streckenanfang und quer · Abzweig geradeaus und nach rechts |                           | Betriebshof Inuyama      | Betriebshof Inuyama   |
| Haltepunkt / Haltestelle | 1,9                       | Tomioka-mae (富岡前)     | 1925–                 |
| Haltepunkt / Haltestelle | 4,0                       | Zenjino (善師野)         | 1925–                 |
| ehemaliger Haltepunkt / Haltestelle | 5,3                       | Aigi (愛岐)              | 1925–1969             |
| Tunnel |                           | Aigi-Tunnel (73 m)       | Aigi-Tunnel (73 m)    |
| ehemaliger Haltepunkt / Haltestelle | 7,4                       | Katabira (帷子)          | –1969                 |
| Haltepunkt / Haltestelle | 7,7                       | Nishi-Kani (西可児)      | 1925–                 |
| ehemalige Blockstelle |                           | Ausweiche Harusato       | 1969–1970             |
| Brücke über Wasserlauf |                           | Kani-gawa                | Kani-gawa             |
| Haltepunkt / Haltestelle | 9,7 0,0*                  | Kanigawa (可児川)        | 1925–                 |
| Betriebsstelle Streckenanfang und quer · Abzweig geradeaus und ehemals nach rechts | 1,6 *                     | Nagoya-Zellstofffabrik   | 1957–1982             |
| Haltepunkt / Haltestelle | 12,2                      | Nihonrain-imawatari      | Nihonrain-imawatari   |
| |                           | (日本ライン今渡)         | 1925–                 |
| ehemalige Blockstelle |                           | Ausweiche Furuichiba     | 1968–1970             |
| Strecke von links · Kreuzung geradeaus oben · Strecke quer |                           | Taita-Linie              | Taita-Linie           |
| Abzweig geradeaus und ehemals von links · Kreuzung (Querstrecke außer Betrieb) · Strecke quer · Strecke von rechts |                           |                          |                       |
| Strecke · Abzweig geradeaus und ehemals von links · Betriebsstelle Streckenende und quer · Strecke |                           | Wartungshalle Shin-Kani  | 1984–2001             |
| | 14,9                      | Shin-Kani (新可児)       | 1930–                 |
| Strecke · Strecke |                           | links: Kani (可児)       | links: Kani (可児)    |
| Brücke über Wasserlauf · ehemaliger Haltepunkt / Haltestelle | 16,1                      | Maeba (前波)             | 1928–1969             |
| Strecke · Brücke über Wasserlauf |                           | Kani-gawa                | Kani-gawa             |
| Abzweig ehemals quer und nach rechts · Bahnhof quer (Strecke außer Betrieb) · Abzweig geradeaus und ehemals von rechts |                           | Hiromi (広見)            | 1918–1928             |
| ehemaliger Haltepunkt / Haltestelle | 16,8                      | Gakkō-mae (学校前)       | 1928–2005             |
| Bahnhof | 18,4                      | Akechi (明智)            | 1920–                 |
| Abzweig geradeaus und ehemals nach links |                           | Meitetsu Yaotsu-Linie    | 1930–2001             |
| |                           | Tōkai-Kanjō-Autobahn     |                       |
| Haltepunkt / Haltestelle | 20,0                      | Gōdo (顔戸)              | 1928–                 |
| Brücke über Wasserlauf |                           | Kani-gawa                | Kani-gawa             |
| Betriebsstelle Streckenanfang und quer · Abzweig geradeaus und ehemals nach rechts |                           | Depot Mitake             | 1920–1952             |
| Haltepunkt / Haltestelle | 21,7                      | Mitakeguchi (御嵩口)     | 1920–                 |
| Kopfbahnhof Streckenende | 22,3                      | Mitake (御嵩)            | 1952–                 |

Die Meitetsu Hiromi-Linie (japanisch 名鉄広見線 Meitetsu Hiromi-sen) ist eine Eisenbahnstrecke auf der japanischen Insel Honshū, die von der Bahngesellschaft Meitetsu (Nagoya Tetsudō) betrieben wird. Sie verbindet Inuyama in der Präfektur Aichi mit Kani und Mitake in der Präfektur Gifu. Benannt ist sie nach dem Ort Hiromi in der Gemeinde Kani.

## Streckenbeschreibung
Die 22,3 km lange Strecke ist in Kapspur (1067 mm) verlegt und mit 1500 V Gleichspannung elektrifiziert, die Höchstgeschwindigkeit beträgt 90 km/h. Ihr westlicher Ausgangspunkt ist der Bahnhof Inuyama, wo Anschluss an die Meitetsu Inuyama-Linie und die Meitetsu Komaki-Linie besteht. In einem weiten Bogen wendet sich die Strecke zunächst von Süden nach Osten und passiert den Betriebshof Inuyama, eine der wichtigsten Einrichtungen dieser Art auf dem gesamten Meitetsu-Netz. Anschließend verläuft die Strecke nordostwärts und quert im 73 Meter kurzen Aigi-Tunnel die Grenze zwischen den Präfekturen Aichi und Gifu.
Nachdem sie das obere Kani-Tal erreicht hat, wendet sich die Strecke wieder nach Süden und überquert dabei die Taita-Linie, bevor sie den Bahnhof Shin-Kani erreicht. Dieser Kopfbahnhof befindet sich unmittelbar neben dem Bahnhof Kani von JR Central, ist aber betrieblich vollständig getrennt. Weiterhin dem Kani folgend, führt die Strecke nach einer Spitzkehre wieder ostwärts und erreicht den Bahnhof Mitake. Zwischen Inuyama und Shin-Kani ist die Strecke zweigleisig ausgebaut, östlich davon besteht bis Mitake nur ein Gleis. Von 1930 bis 2001 zweigte beim Bahnhof Akechi die Meitetsu Yaotsu-Linie ab.

## Zugangebot
Im Fernverkehr fährt zweimal täglich ein Schnellzug der Gattung Semi Express von Shin-Kani über Inuyama und Meitetsu Gifu zum Flughafen Chūbu. Im Nahverkehr wird die Hiromi-Linie in Shin-Kani zweigeteilt, weshalb dort in fast allen Fällen umgestiegen werden muss. In Richtung Inuyama verkehrt alle 15 bis 20 Minuten ein Zug mit Halt an allen Zwischenstationen, in Richtung Mitake besteht ein Halbstundentakt.

## Bilder

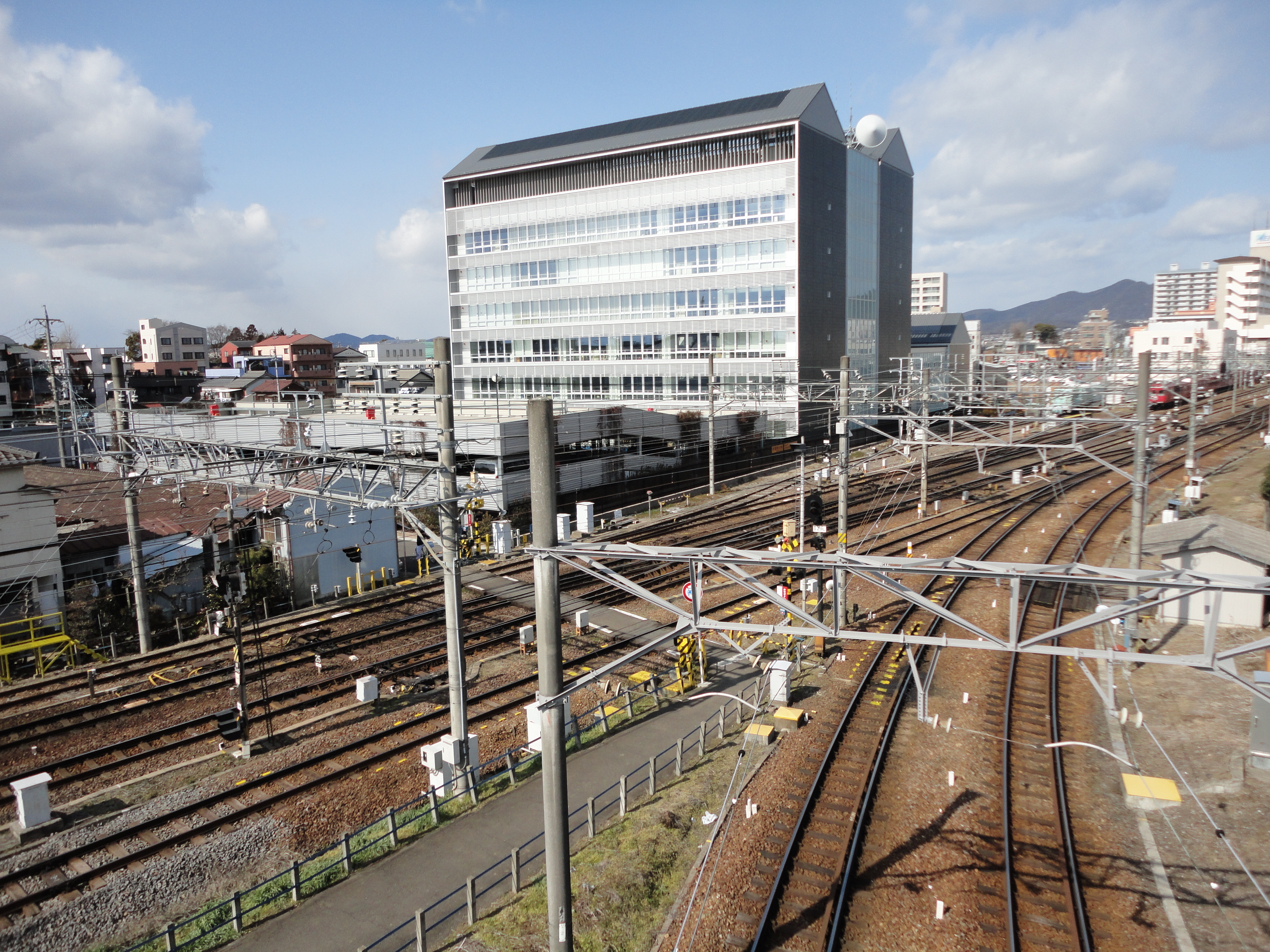
Abzweigung von der Meitetsu Inuyama-Linie
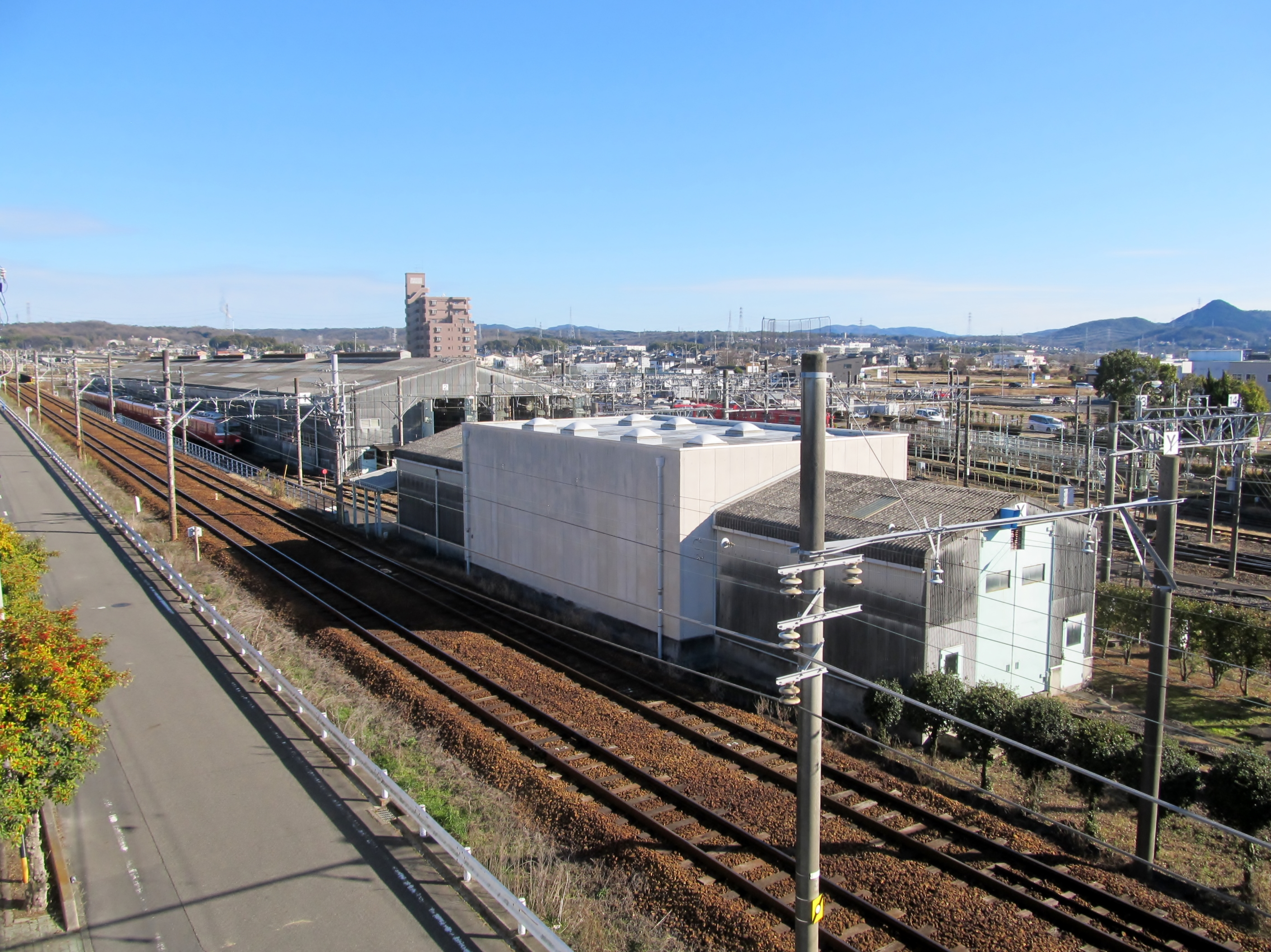
Betriebshof Inuyama
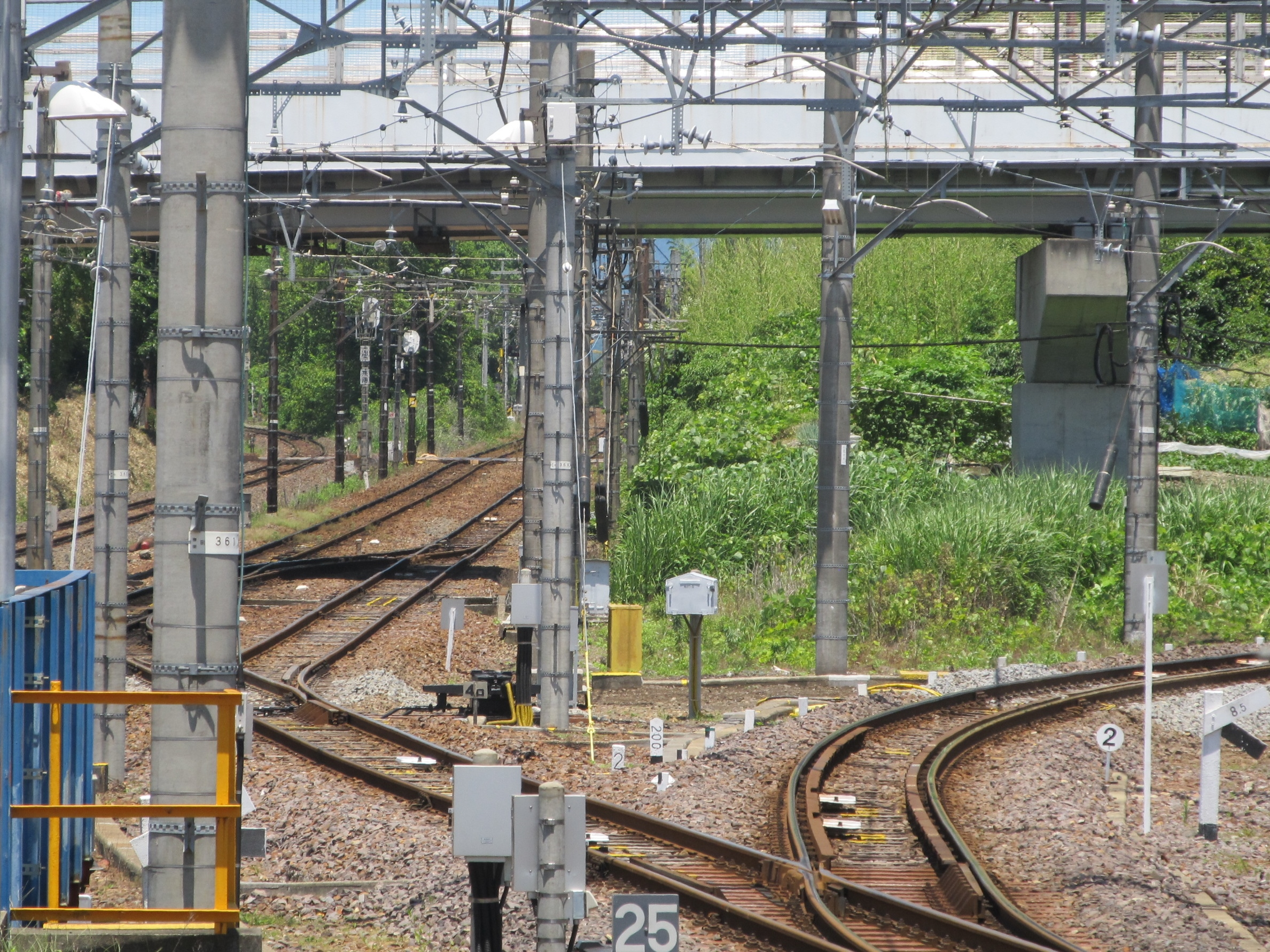
Spitzkehre bei Shin-Kani
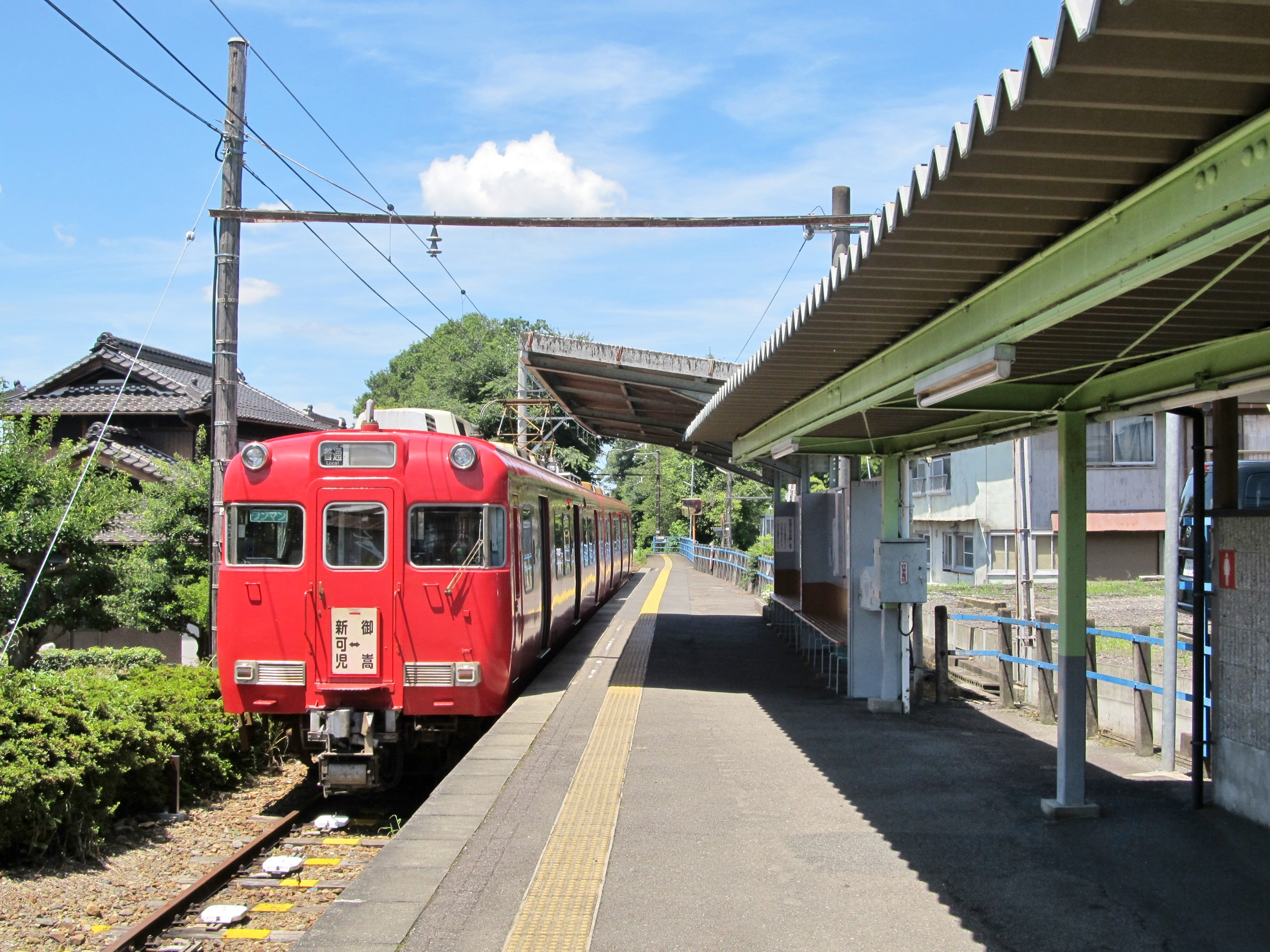
Triebzug der Baureihe 6000 im Bahnhof Mitake

## Geschichte
Die Hiromi-Linie entstand aus zwei unterschiedlichen Bahnstrecken, die im Bahnhof Shin-Kani aufeinandertrafen und später zusammengelegt wurden. 1918 eröffnete die Bahngesellschaft Tōnō Tetsudō eine dampfbetriebene Kleinbahn von Tajimi nach Hiromi mit einer Spurweite von 762 mm, wobei ihr Verlauf größtenteils jenem der heutigen Taita-Linie entsprach. Die damalige Endstation Hiromi lag etwa einen Viertelkilometer östlich des heutigen Bahnhofs Shin-Kani am gegenüberliegenden Ufer des Flusses Kani. Am 21. August 1920 kam die Verlängerung der Kleinbahn nach Mitakeguchi hinzu.
Sechs Jahre später wollte das Eisenbahnministerium die Strecke Tajimi–Hiromi übernehmen, um sie später umzubauen und in Richtung Mino-Ōta zu verlängern, war aber nicht am Teilstück durch das obere Kani-Tal interessiert. Als Ergebnis von Verhandlungen trat die Tōnō Tetsudō die Strecke zwischen Hiromi und Mitake am 23. September 1926 an die Tōmi Tetsudō ab, ein neu gegründetes Joint Venture mit der Nagoya Tetsudō und der Elektrizitätsgesellschaft Daido Denryoku. Zwei Tage später ging die Strecke Tajimi–Hiromi in staatlichen Besitz über. Am 1. Oktober 1928 nahm die Tōmi Tetsudō die Umspurung der Strecke Hiromi–Mitake auf 1067 mm vor. Am selben Tag verlegte sie die westliche Endstation zum Bahnhof Kani der staatlichen Taita-Linie, ebenso elektrifizierte sie die Strecke mit 600 V Gleichspannung.
Im Kiso-Tal und im unteren Kani-Tal eröffnete die Nagoya Tetsudō am 24. April 1925 den ersten Abschnitt der Imawatari-Linie von Inuyama nach Imawatari (heute Nihonrain-Imawatari). Die Verlängerung nach Hiromi folgte am 22. Januar 1929, jedoch dauerte die gemeinsame Nutzung dieses Bahnhofs nur etwas mehr als ein Jahr, denn am 16. Februar 1930 nahm die Nagoya Tetsudō den angrenzenden Bahnhof Shin-Hiromi (heute Shin-Kani) in Betrieb. 1935 ging die Nagoya Tetsudō durch Fusion in der Meitetsu auf, diese wiederum übernahm am 1. März 1943 die Tōmi Tetsudō und war dadurch für die gesamte Strecke zwischen Inuyama und Mitake zuständig. Am 1. April 1952 verlängerte die Meitetsu die Strecke um rund 600 Meter von Mitakeguchi nach Mitake.
Die Oberleitungsspannung zwischen Shin-Kani und Mitake erhöhte man am 21. März 1965 auf 1500 V, womit sie nun auf der gesamten Strecke einheitlich war. Daraufhin begann die Meitetsu mit dem zweigleisigen Ausbau des westlichen Teils der Hiromi-Linie. Ein zweites Gleis stand ab 17. August 1967 zwischen Inuyama und Tomioka-mae zur Verfügung, ab 8. März 1968 zwischen Tomioka-mae und Zenjino, ab 7. Dezember 1968 zwischen Imawatari und der temporären Ausweiche Furuichiba, ab 16. März 1969 zwischen Zenjino und der temporären Ausweiche Harusato, ab 17. September 1969 zwischen Furuichiba und Shin-Kani sowie ab 6. März 1970 zwischen Harusato und Imawatari.
Im Jahr 2007 deutete die Meitetsu die Möglichkeit an, den Bahnverkehr zwischen Shin-Kani und Mitake wegen sinkender Fahrgastzahlen allenfalls einzustellen. Das Unternehmen wandte sich an die Gemeinden entlang der Strecke und erkundigte sich nach Möglichkeiten, wie die Stilllegung abgewendet werden könne. Die Gemeinden erklärten sich dazu bereit, ab dem Geschäftsjahr 2010 das Betriebsdefizit für zunächst drei Jahre auszugleichen. Da diese Maßnahme auf Zustimmung der lokalen Bevölkerung stieß, wurde die Vereinbarung im Februar 2013 verlängert.

## Liste der Bahnhöfe
| Name | Name                                 | km   | Anschlusslinien                              | Lage   | Ort     | Präfektur |
| ---- | ------------------------------------ | ---- | -------------------------------------------- | ------ | ------- | --------- |
| IY15 | Inuyama (犬山)                       | 00,0 | Meitetsu Komaki-Linie Meitetsu Inuyama-Linie | Koord. | Inuyama | Aichi     |
| HM01 | Tomioka-mae (富岡前)                 | 01,9 |                                              | Koord. | Inuyama | Aichi     |
| HM02 | Zenjino (善師野)                     | 04,0 |                                              | Koord. | Inuyama | Aichi     |
| HM03 | Nishi-Kani (西可児)                  | 07,7 |                                              | Koord. | Kani    | Gifu      |
| HM04 | Kanigawa (可児川)                    | 09,7 |                                              | Koord. | Kani    | Gifu      |
| HM05 | Nihonrain-Imawatari (日本ライン今渡) | 12,2 |                                              | Koord. | Kani    | Gifu      |
| HM06 | Shin-Kani (新可児)                   | 14,9 | im Bhf. Kani:: Taita-Linie                   | Koord. | Kani    | Gifu      |
| HM07 | Akechi (明智)                        | 18,4 |                                              | Koord. | Kani    | Gifu      |
| HM08 | Gōdo (顔戸)                          | 20,0 |                                              | Koord. | Mitake  | Gifu      |
| HM09 | Mitakeguchi (御嵩口)                 | 21,7 |                                              | Koord. | Mitake  | Gifu      |
| HM10 | Mitake (御嵩)                        | 22,3 |                                              | Koord. | Mitake  | Gifu      |